# 高野二郎 (化学者)
高野 二郎（たかの じろう、1940年 - ）は、日本の化学者。理学博士。
専門は有機化学、環境化学、大学教育。東海大学理学部長、学長室長、副学長、学長などを歴任し、副総長を務める。
山梨県出身。東海大学生え抜きの学長。

## 来歴
山梨県立甲府第一高等学校卒業。1964年 東海大学工学部卒業。
2003年10月～2007年9月 学長職1期目の就任。2007年10月 学長代理に就任。2009年10月 学長職2期目の就任。
2012年 学校法人東海大学副総長に就任。2014年9月 学長職任期満了。
2014年10月 学校法人東海大学理事職に就任。

## 受賞歴
- ディレクナポン勲三等勲章（2016年（平成28年））[2]
- 瑞宝重光章（2017年（平成29年））[3]

## 著書
- 光澤舜明、安岡高志共著『TOC測定法による固体有機化合物の水に対する溶解度測定』（日本化学会誌1982年11号, 1982年）
- 『化学物質の物理化学性状測定法』 (産業図書株式会社, 1987年）
- 河邉亮、石原良美、北見秀明共著『アミノプロピル基結合型シリカ固定相を用いる親水性相互作用クロマトグラフィーによる鶏肉中のアンセリン、カルノシンの同時定量』（分析化学, 2011年, 60巻11号）

## 所属学会
- 日本化学会
- 大気環境学会
- 大学教育学会